# Haworthia cooperi var. pilifera
Haworthia cooperi var. pilifera, una variedad de Haworthia cooperi, es una  planta suculenta perteneciente a la familia Xanthorrhoeaceae. Es originaria de Sudáfrica.

## Descripción
Es una planta suculenta perennifolia alcanza un tamaño de 2 a 30 cm de altura. Se encuentra en Sudáfrica.

## Taxonomía
Haworthia cooperi var. pilifera fue descrita por (Baker) M.B.Bayer y publicado en Haworthia Revisited 54, en el año 1999.
Sinonimia
- Catevala pilifera (Baker) Kuntze
- Haworthia cooperi f. pilifera (Baker) Pilbeam
- Haworthia obtusa f. acuminata (Poelln.) Uitewaal
- Haworthia obtusa var. pilifera (Baker) Uitewaal
- Haworthia obtusa var. salina (Poelln.) Uitewaal
- Haworthia obtusa var. stayneri (Poelln.) Uitewaal
- Haworthia pilifera Baker	basónimo
- Haworthia pilifera f. acuminata Poelln.
- Haworthia pilifera var. salina (Poelln.) Poelln.
- Haworthia pilifera var. stayneri (Poelln.) Poelln.
- Haworthia stayneri Poelln.
- Haworthia stayneri var. salina Poelln.[4]